# If You Leave Me Now
Az If You Leave Me Now a Chicago együttes 1976-ban megjelent kislemeze. A dal az együttes tizedik nagylemezén jelent meg, és olyan sikeres lett, hogy az együttes a lemezért Grammy-díjat kapott. A dal szerzője Peter Cetera basszusgitáros volt.
A kislemez 1976. október 23-án a Billboard Hot 100 slágerlista élére állt, ahol két hetet töltött el, ezzel ez volt az együttes első listavezető dala. Az If You Leave Me Now volt a Chicago legnagyobb nemzetközi sikere is; az Egyesült Királyságban, Ausztráliában, Írországban, Kanadában és Hollandiában is slágerlista-vezető volt. A dal az Egyesült Királyságban három héten keresztül vezette a slágerlistákat.
A dallal Jimmie Haskell hangszerelő és James William Guercio producer Grammy-díjat nyert a legjobb énekes(eket) kiegészítő hangszerelés (vonósok), illetve az együttes a legjobb vokális popduó vagy -együttes teljesítményért kategóriában, ez volt a zenekar első Grammy-díja. A lemez az év felvétele kategóriában is jelölt volt. A kiadványból 1978 augusztusáig csak az Amerikai Egyesült Államokban 1,4 millió példányt adtak el, így a RIAA platinalemezzé minősítette.

## Slágerlistás helyezések

### Heti listák
| Lista (1976–77)                | Legjobb helyezés |
| ------------------------------ | ---------------- |
| Ausztrál kislemezlista         | 1                |
| Osztrák kislemezlista          | 3                |
| Belga Singles Chart (Flanders) | 2                |
| Kanadai RPM Top Singles        | 1                |
| Kanadai RPM Adult Contemporary | 4                |
| Holland kislemezlista          | 1                |
| Franciaország                  | 5                |
| Német kislemezlista            | 3                |
| Írország (IRMA)                | 1                |
| Olasz FIMI                     | 3                |
| Norvég kislemezlista           | 4                |
| Új-zélandi kislemezlista       | 2                |
| Dél-Afrika (Springbok)         | 1                |
| Svéd kislemezlista             | 2                |
| Svájci kislemezlista           | 3                |
| Brit kislemezlista             | 1                |
| US Billboard Hot 100           | 1                |
| US Billboard Easy Listening    | 1                |
| US Cash Box Top 100            | 1                |

### Év végi listák
| Lista (1976)                   | Helyezés |
| ------------------------------ | -------- |
| Ausztrália (Kent Music Report) | 21       |
| Kanada                         | 9        |
| Új-Zéland                      | 24       |
| Egyesült Királyság             | 6        |
| US Billboard Hot 100           | 48       |
| US Billboard Easy Listening    | 15       |
| US Cash Box                    | 14       |

| Lista (1977)                   | Helyezés |
| ------------------------------ | -------- |
| Ausztrália (Kent Music Report) | 10       |
| Dél-Afrika                     | 11       |
| Svájc                          | 12       |